# LaserDisc

Logo ufficiale

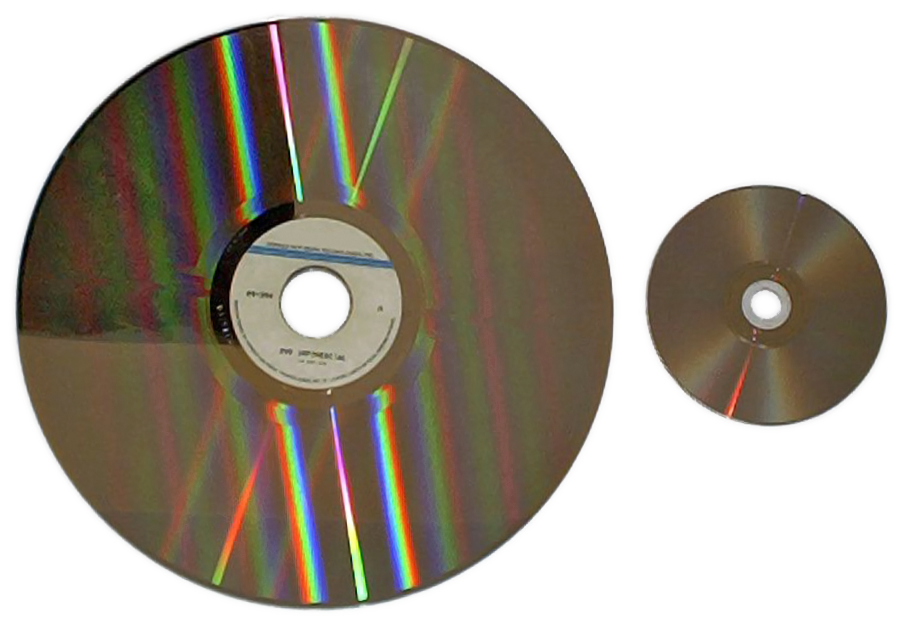
LaserDisc (a sinistra) a confronto con un CD (a destra)

Il LaserDisc è stato il primo standard di home video e videoregistrazione su disco ottico, creato nel 1978 e uscito di produzione negli anni 2000.
Nelle applicazioni home video i dischi sono in sola lettura. Consiste in un disco di materiali plastici simili a quelli di un compact disc o di un DVD, dai quali differisce per il funzionamento analogico, per la possibilità di essere registrato su entrambe le facce e per le maggiori dimensioni, paragonabili a quelle di un disco in vinile a 33 giri. Il formato era utilizzato soprattutto in Giappone e nelle regioni più ricche del sud-est asiatico; ha avuto limitata popolarità in Nordamerica negli anni '90 ed ha avuto una scarsa diffusione in Europa e Australia. In Italia tra il 1990 e il 1998 uscirono circa 300 film in LaserDisc, l'ultimo dei quali fu il famoso Titanic di James Cameron, nell'ottobre 1998.

## Storia
La tecnologia sottostante il LaserDisc fu inventata da David Paul Gregg nel 1958 nell'ambito del Progetto Reflective Optical Videodisc System della Gauss Inc. Durante gli anni sessanta, la Music Corporation of America cercò di trovare una soluzione per rendere redditizi i film che teneva in magazzino, in un periodo in cui il concetto di home video ancora non esisteva. Il progetto della Gauss andava in quella direzione e per questo motivo l'impresa cinematografica acquisì la società di ricerca e i relativi brevetti. Nel 1969 ridenominò il sistema con il termine Disco-Vision. Nel 1972 avvenne la prima presentazione. Quasi contemporaneamente la Philips presentò un proprio progetto di un supporto ottico rivolto alla produzione cinematografica, il Video Long Player (VLP), e del relativo riproduttore, denominato Magnavision. Successivamente, tecnici e legali delle due società si incontrarono e si arrivò alla decisione di unire gli sforzi per produrre un unico sistema. Secondo l'accordo, la MCA avrebbe messo a disposizione i suoi magazzini e prodotto i dischi attraverso la sua controllata MCA DiscoVision, mentre la Philips avrebbe sviluppato il riproduttore.
Il 13 dicembre 1978, presso la sala da ballo del Regency Hotel di New York, avvenne la prima presentazione del Discovision e del suo primo lettore, commercializzato con il marchio Magnavox, il modello Magnavision VH-8000. Pochi giorni dopo, esattamente il 15 dicembre, tre negozi di elettronica di Atlanta misero in vendita i primi esemplari di DiscoVision e di Magnavision. Il progetto però nasceva con un difetto principale: quello di essere uscito dopo molta attesa (la prima presentazione ad opera della MCA era avvenuta ben sei anni prima) e con una tecnologia troppo avanzata. Il risultato fu che il numero di lettori a disposizione era troppo basso rispetto alla domanda, come è dimostrabile dalle vendite del primo giorno, in cui i 25 lettori furono venduti senza problemi (a 745 dollari di allora). I primi apparecchi DiscoVision, però, presentavano grossolani problemi di funzionamento, per i quali le due imprese si accusarono reciprocamente: la MCA tacciò la Philips di applicare restrizioni eccessive allo standard DiscoVision e suggerì di rendere il lettore più tollerante alle specifiche, mentre la Philips sostenne che il Magnavision era rispettoso degli standard e che il problema era dato dalla qualità scadente dei dischi prodotti dalla MCA. Il rapporto fra le due società si incrinò poco dopo, all'inizio del 1979, quando uscì sul mercato il primo riproduttore della Pioneer.
Già nel 1977 la MCA aveva iniziato a pensare anche al mercato giapponese e aveva pertanto avviato trattative con la Pioneer per la produzione del lettore DiscoVision; siccome il termine DiscoVision era marchio registrato da MCA-Philips, Pioneer utilizzò la denominazione Laser VideoDisc (da cui LaserDisc e LaserVision, diventati i termini commercialmente più diffusi). Quando la Pioneer commercializzò nel mercato giapponese il suo primo lettore DiscoVision, il PR-7820, la sua caratteristica principale era quella di leggere senza difficoltà i Discovision prodotti dalla MCA, mostrandone per inciso la loro scadente qualità. Con lo scopo di aiutare le vendite di dischi sul mercato statunitense, in difficoltà per la casualità con cui ogni titolo poteva essere riprodotto su Magnavision, la Pioneer lanciò un nuovo riproduttore DiscoVision, il VH-1000. La Philips, che in collaborazione con la Sony stava applicando le tecnologie relative ai dischi ottici scritti e letti tramite laser al progetto del Compact Disc, dopo aver contestato la MCA per avere concesso alla Pioneer le specifiche DiscoVision, ridusse il proprio impegno nel progetto e lo lasciò agli inizi degli anni ottanta, non prima di aver tentato di rilanciare la produzione con una nuova versione del Magnavision, la VH-8005, che utilizzava un telecomando. La perdita secca che la Philips ricevette dal progetto fu in parte compensata dai numerosi brevetti nell'ambito della produzione dei dischi ottici, molti dei quali sono gravati sui DVD per un certo periodo.
Durante il 1979, sulla base di accordi con gli altri studi di produzione, la MCA iniziò a distribuire i loro film con la dicitura MCA DiscoVision. Per evitare che la MCA potesse essere considerata casa di produzione di tutti i film in Discovision, gli studios ricorsero a diversi stratagemmi, il più semplice dei quali era specificare la distinzione fra produttore e distributore in Discovision. Un film prodotto dalla Warner veniva etichettato come Warner Bros. on MCA DiscoVision. Nei due anni successivi i due lettori della Pioneer riscossero un notevole successo, tant'è che il sistema rapidamente fu identificato come LaserDisc, piuttosto che come DiscoVision. Nel 1981, la MCA si adeguò etichettando la propria produzione come MCA Videodisc. Quando la società fu acquistata dalla Universal, quest'ultima aggiunse il proprio nome alla etichettatura. La Universal non cambiò soltanto l'etichettatura, ma cercò di migliorare la qualità del prodotto eliminando il pan & scan, che fino a quel momento aveva caratterizzato quasi tutti i titoli in LaserDisc, e inserendo tracce audio in digitale.

Il logo di certificazione del LaserDisc.

Nel corso del 1980, MCA e IBM unirono i propri sforzi nella Discovision Associates (da notare la mancanza della V maiuscola in Discovision) che ebbe il compito di sostituire la MCA DiscoVision nella produzione degli MCA Discovision (poi MCA Videodisc). Anche la nuova società, però, non parve in grado di offrire la qualità e la quantità necessaria a rendere il LaserDisc un investimento produttivo e pertanto chiuse nell'ottobre 1983. La Pioneer nel 1981 aveva acquisito dalla Discovision Associates (in alternanza) gli impianti di produzione di dischi. A metà degli Ottanta, la società giapponese assunse il pieno controllo del mercato, sia di dischi sia di riproduttori, acquisendo i diritti di produzione dei primi dalla Universal. Alla Philips e alla società cinematografica rimasero alcuni brevetti sul formato dei dischi. Nel 1989, la Pioneer acquistò dalla società olandese anche gli ultimi brevetti che gravavano sul LaserDisc.
Il LaserDisc non ottenne mai un grosso successo di mercato, principalmente perché fu lanciato quando già esistevano in commercio gli standard basati su videocassetta a nastro magnetico, uno su tutti il popolarissimo VHS (lanciato da JVC nel 1976), che rispetto al LaserDisc presentavano un costo inferiore, supporti più compatti e maneggevoli e una maggiore facilità di registrazione casalinga. L'uscita a metà degli anni novanta di quello che di fatto diventerà il primo sistema home video a disco ottico di successo, il DVD, portò alla totale uscita di scena del LaserDisc; tuttavia molte caratteristiche "particolari" nate con il LaserDisc, come la presenza di più tracce sonore, dei sottotitoli, dei commenti audio, di materiale addizionale e di gallerie di immagini, hanno influenzato il modo odierno di realizzare i DVD ed i Blu-ray, soprattutto per quanto riguarda le edizioni speciali.

## Caratteristiche tecniche

Confronto tra varie tipologie di supporto su disco

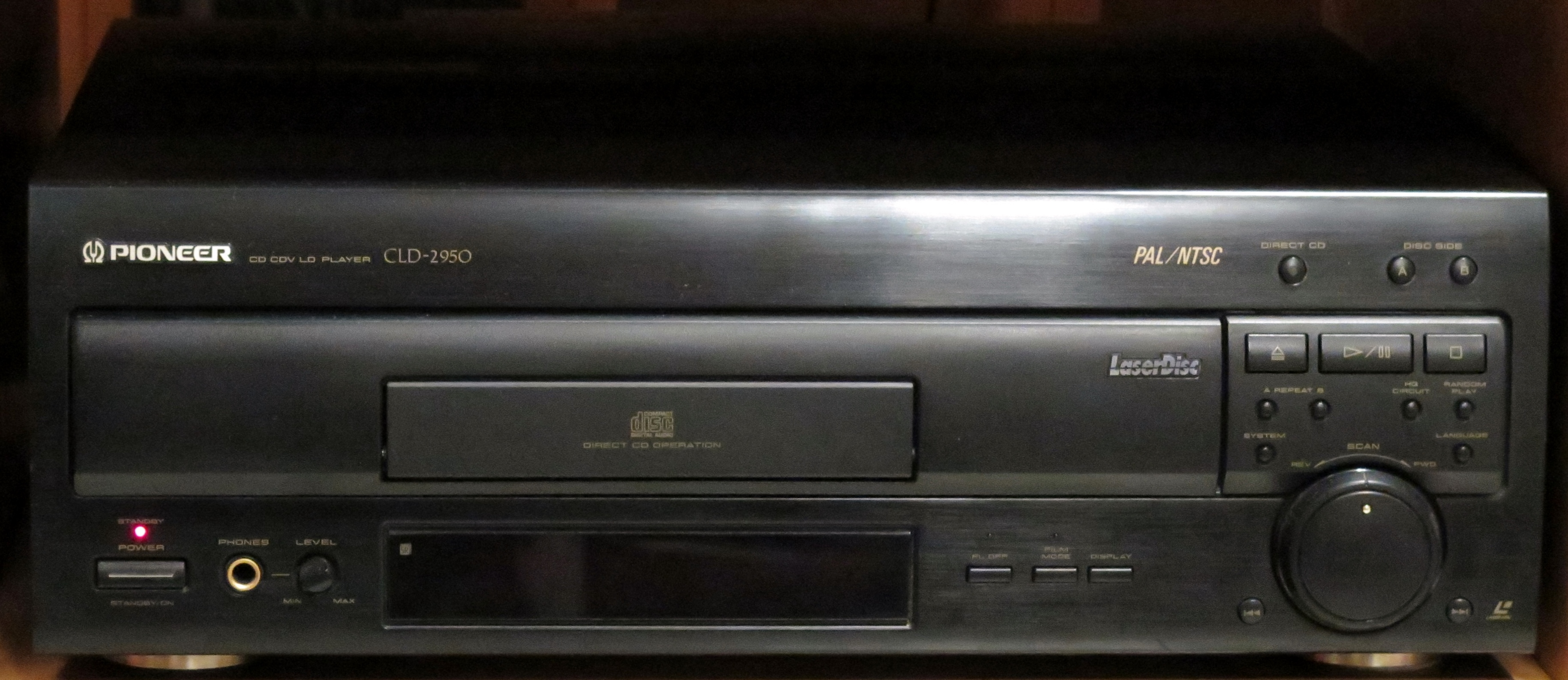
Lettore LD PAL/NTSC PIONEER CLD-2950

Il LaserDisc contiene i dati video in formato analogico e supporta tracce audio anche multiple in formato sia analogico che digitale. Il video viene memorizzato in formato composito mentre l'audio può essere digitale PCM o analogico modulato in frequenza. Il disco può essere registrato su entrambi i lati; nei lettori più economici è necessario estrarre e capovolgere il disco manualmente ad un certo punto della riproduzione, mentre gli apparecchi di alta gamma sono dotati di una testina rotante in grado di invertire automaticamente il lato di lettura.
Il video era registrato nei diversi formati video PAL, per l'Europa, e NTSC, per il resto del mondo (in massima parte Stati Uniti e Giappone) con i diversi aspect ratio tipici della cinematografia. L'audio è immagazzinato in diversi formati sia analogici che digitali. Tra quelli digitali il Pulse Code Modulation 16 bit a 44,1 kHz (come il CD), il Dolby Digital immagazzinato sul supporto in modulazione di frequenza e detto AC-3 RF, differente e meno compresso di quello del DVD, e il DTS (unicamente a bitrate intero e non dimezzato come quello usualmente presente nei DVD).
Ne furono realizzate due tipologie:
- CLV (Constant Linear Velocity): ruota a velocità lineare costante e può contenere più dati, ma non consente la moviola e il fermo-immagine.
- CAV (Constant Angular Velocity): ruota a velocità angolare costante (giri al minuto costanti) e consente le funzioni non consentite dal CLV, ma al costo di una minore durata di registrazione possibile.

## Videogiochi
Dopo le prime applicazioni nel campo dell'educazione e della formazione, i LaserDisc interattivi furono utilizzati anche per realizzare videogiochi, che all'epoca furono chiamati anche "lasergiochi" o laser game.
Per poter interagire con il giocatore, i LaserDisc da gioco devono supportare effetti come fermo immagine o moviola e soprattutto l'accesso rapido casuale, ovvero la possibilità di saltare in tempi brevissimi da un punto all'altro della registrazione. Infatti, a differenza di un videogioco tradizionale, in un lasergioco il giocatore non muove veramente oggetti sullo schermo, ma le scene possibili sono già tutte registrate sul disco, e l'effetto delle azioni del giocatore non è altro che far apparire l'una o l'altra scena. In compenso la qualità dell'immagine è di livello cinematografico, quindi immensamente superiore a quella dei videogiochi tradizionali contemporanei.
Fin dalla loro introduzione, ci fu grande interesse e si videro grandi potenzialità nello sviluppo dei lasergiochi; tuttavia, per la limitatezza dell'interazione e anche per il loro costo elevato, non si ritenevano destinati a sostituire i videogiochi tradizionali.
Il primo videogioco arcade basato su LaserDisc fu presentato alla fiera AMOA di Chicago dell'ottobre 1982: si trattava di Astron Belt della SEGA, uno sparatutto su sfondi cinematografici di fantascienza. Per ragioni tecniche, però, i produttori rimandarono l'introduzione del gioco negli USA e lo testarono limitatamente in altri mercati come quello europeo. Appena 6-7 macchine di Astron Belt furono distribuite anche in Italia dalla Zaccaria.
Il vero fenomeno dei lasergiochi esplose poco dopo, nell'estate del 1983, con Dragon's Lair, un'avventura fantasy con animazioni della Don Bluth Animation, che dal punto di vista del software costò il doppio di un videogioco ordinario e al giocatore costava 2 o 3 monete per partita, ma che negli USA ottenne un successo pari quasi a quello di Pac-Man. 
Sull'onda del successo di Dragon's Lair, alla fiera AMOA dell'ottobre 1983 furono presentati ben 13 lasergiochi.
Tra i primi titoli arcade pubblicati ci furono:
- Astron Belt (SEGA-Bally)
- Badlands (Konami)
- Bega's Battle (Data East)
- Cliff Hanger (Stern)
- Cube Quest (Simutrek)
- Dragon's Lair (Starcom)
- Esh's Aurunmilla (Funai)
- Firefox (Atari)
- Goal to Go (Stern)
- Interstellar (Funai)
- Laser Grand Prix (Taito)
- M.A.C.H. 3 (Mylstar)
- NFL Football (Bally)
- Space Ace (Starcom)
- Star Rider (Williams)

Alcuni titoli, tra cui lo stesso Astron Belt, non si basano puramente sulle immagini preregistrate sul videodisco, ma sovrappongono a queste delle immagini di grafica computerizzata tradizionale, creando un videogioco in tecnica mista: mentre il LaserDisc riproduce gli scenari animati di sfondo, elementi piccoli come l'astronave del giocatore e le astronavi nemiche vengono mossi in tempo reale sullo schermo dal computer.
Al contempo apparvero in commercio anche lasergiochi casalinghi, sebbene i lettori di LaserDisc domestici non avessero avuto diffusione significativa in tutto il mondo; il primo titolo giocabile su LaserDisc fu Murder, Anyone?, che diede inizio alla serie Mystery Disc, una specie di telefilm giallo con svolgimento influenzato dai giocatori, simile al gioco da tavola Cluedo.
I lettori di LaserDisc commercializzati specificamente per l'utilizzo come console da gioco includono MSX Palcom (1985), Pioneer LaserActive (1993), e il prototipo mai entrato in commercio RDI Halcyon.
I lasergiochi scomparvero poi dal mercato come tutta la tecnologia LaserDisc; videogiochi con lo stesso principio di funzionamento continuarono a uscire sotto forma di DVD game.